# Cicindela littoralis
Cicindela littoralis is een soort kever behorend tot de familie van de Zandloopkevers. Hij komt voor in het Palearctische rijk, vooral rond de Middellandse Zee en de Zwarte Zee. Een van zijn ondersoorten, Calomera littoralis nemoralis, was het eerste lid van de Cicindelidae-familie dat vegetarisch voedingsgedrag vertoonde, aangezien werd waargenomen dat hij zich in grote aantallen voedde met maïs en gekookte pasta.